# Jörgen Hedman
Jörgen Hedman, född 1956, är en svensk författare, lärare och forskare.
Hedman har skrivit flera böcker om Gammalsvenskby i Ukraina, samt om de tvångsförflyttade svenskbyborna, svenskar i Estland, Lettland och Finland.